# Myriophyllum jacobsii
Myriophyllum jacobsii är en slingeväxtart som beskrevs av M.L.Moody. Myriophyllum jacobsii ingår i släktet slingor, och familjen slingeväxter. Inga underarter finns listade i Catalogue of Life.